# Les Ombres rouges
Les Ombres rouges est une mini-série télévisée française en six épisodes de 52 minutes, créée par Sébastien Le Délézir et diffusée du 12 au 26 mars 2019 sur C8, puis est rediffusée du 31 juillet au 7 août 2025 sur TF1.
En Belgique, elle est diffusée du 30 avril au 14 mai 2019 sur RTL TVI et en Suisse romande, du 24 février au 10 mars 2021 sur RTS 1.
Il s'agit de la première série produite par H2O Productions, la société de Cyril Hanouna.

## Synopsis
Episode 1
Il y a 25 ans, Aurore Garnier a assisté à l'enlèvement de sa sœur, Clara, âgée de 5 ans. En payant la rançon, leur mère a perdu la vie. Aujourd'hui, Aurore est flic. Or, un jour, elle croit reconnaître sa sœur disparue.
Épisode 2
Clara se rend au Domaine pour rencontrer Paul Garnier. Celui-ci surpris de voir Clara fait une crise cardiaque. Aurore a une explication avec Clara qui n'aboutit à rien. Aurore continue à chercher des preuves. Thelma, fille de Jacques, continuer à jouer avec le feu et une tentative d'incendie au Red Flag, mettent Gabriel hors de lui et demande de l'aide à Aurore. Clara rencontre son père. Celle-ci s'installe dans l'annexe de la maison. Des images du passé lui reviennent à la mémoire… Lors d'une réunion de famille, une tentative de meurtres éclate. Gabriel décide de régler ses différents avec Batisti... Un test ADN remet tout en cause....

## Distribution
- Nadia Farès : Aurore Garnier-Paoletti
  - Léa Colonna : Aurore, adolescente
- Manon Azem : Clara Garnier, sœur d'Aurore
  - Joya Denaro : Clara, enfant
- Antoine Duléry : Jacques Garnier, père d'Aurore
- Lannick Gautry : Gabriel Garnier, frère d'Aurore
- Raphaël Lenglet : Frédéric Garnier, frère d'Aurore
- Mhamed Arezki : Antoine Piaut, officier de police
- Rémi Pedevilla : Romain Paoletti, mari d'Aurore
- Héléna Soubeyrand : Jeanne Forand, commissaire de police et maîtresse de Romain
- André Oumansky : Paul Garnier, père de Jacques
- Joséphine Derenne : Rose Garnier, mère de Jacques
- Eden Ducourant : Thelma Garnier, fille de Jacques de son deuxième mariage
- Vanessa Liautey : Amélie Garnier
- Romain Debouchaud : Marco
- Hervé Dandrieux : Yann Guilbert
- Élodie Varlet : Iris
- Michel Bompoil : Julien de Haven
- Bryan Trésor : Félix
- Stefan Godin : Simon Baptisti
- Fabien Baïardi : Imanol
- Romane Libert : Colombe Paoletti

## Production

### Développement
Fin août 2017, Cyril Hanouna avoue, dans un entretien, préparer une série, « la saga de l'hiver », intitulée Les Ombres rouges, dont le scénario est toujours en écriture, pour la chaîne C8.

« On ne voulait pas que les téléspectateurs se disent que Les Ombres rouges sont du sous TF1. C'est de la fiction qui aurait pu passer en prime sur une autre chaîne. »

— Cyril Hanouna
Fin mai 2018, Christophe Douchand est prononcé en tant que réalisateur des six épisodes de 52 minutes, aux côtés de Corinne Bergas.
Elle est coproduite par H2O Productions et Banijay Studios, ainsi que Gétévé Productions.

### Attribution des rôles
À la mi-avril 2018, Raphaël Lenglet est mentionné rejoindre le projet pour incarner l'un des frères. Fin mai, ce dernier est rejoint par Nadia Farès, Manon Azem, Antoine Duléry, Lannick Gautry, Mhamed Arezki, Rémi Pedevilla, Héléna Soubeyrand et André Oumansky.

### Tournage
Le tournage débute le 28 mai 2018, en Provence-Alpes-Côte d'Azur, précisément dans les Bouches-du-Rhône, à Cassis pour la villa Chloé, cette maison des grand-parents Garnier, et l'hôtel de luxe dans le parc national des Calanques, ainsi qu'au Tholonet pour les Lodges Sainte Victoire et à La Ciotat pour la maison de Jacques Garnier.
Les prises de vues prennent fin en juillet.

### Musique
La chanson du générique, Freedom is the End of Me, est interprétée par Mélanie De Biasio.

### Postproduction
À la mi-février 2019, la date de diffusion des Ombres rouges est dévoilée : le 12 mars suivant, pour les deux premiers épisodes dans les premières parties de la soirée, sur la chaîne française C8.

### Fiche technique
Sauf indication contraire, les informations mentionnées dans cette section peuvent être confirmées par les bases de données cinématographiques IMDb et Allociné,  présentes dans la section « Liens externes ».
- Titre original : Les Ombres rouges
- Création : Sébastien Le Délézir
- Réalisation : Corinne Bergas et Christophe Douchand
- Scénario : Denis Alamercery, Xavier Daugreilh, Manon Dillys, Nicolas Douay, Christophe Douchand, Sébastien Le Délézir, Estelle Koenig, Guillaume Mautalent, Sébastien Oursel, Stéphane Pannetier, Simon Rocheman et Julien Vanlerenberghe
- Casting : Stéphane Finot et Julien Grossi
- Musique : n/a
- Décors : Mélissa Ponturo
- Costumes : n/a
- Photographie : Tristant Tortuyaux
- Son : Philippe Donnefort
- Montage : Guillaume Houssais et Ludivine Saës
- Production : Alban Étienne, Cécile Grenouillet et Cyril Hanouna[5]
- Sociétés de production : Banijay Productions et H2O Productions, en coproduction avec Gétévé Productions
- Sociétés de distribution : Groupe Canal+ (France) ; RTL Belgium (Belgique), RTS (Suisse romande)
- Pays de production :  France
- Langue originale : français
- Genre : drame, policier, romance, thriller
- Nombre de saisons : 1
- Nombre d'épisodes : 6
- Durée : 52 minutes
- Dates de première diffusion :
  - France : 12 mars 2019 sur C8[1]
  - Belgique : 30 avril 2019 sur RTL TVI
  - Suisse romande : 24 février 2021 sur RTS 1[3]

## Accueil

### Audiences

#### En France
En France, la série est diffusée le mardi à 21 h 10 sur C8 par salve de deux épisodes du 12 au 26 mars 2019 puis rediffusée le jeudi à 21 h 10 sur TF1 par salve de trois épisodes les 31 juillet et 7 août 2025.
| 1                    | Mardi 12 mars 2019   | 967 000 | 4,2 % | [ 12 ] |  |  |  |
| 2                    | Mardi 12 mars 2019   | 841 000 | 4,4 % | [ 12 ] |  |  |  |
| 3                    | Mardi 19 mars 2019   | 637 000 | 2,8 % | [ 13 ] |  |  |  |
| 4                    | Mardi 19 mars 2019   | 529 000 | 2,8 % | [ 13 ] |  |  |  |
| 5                    | Mardi 26 mars 2019   | 589 000 | 2,7 % | [ 14 ] |  |  |  |
| 6                    | Mardi 26 mars 2019   | 521 000 | 2,9 % | [ 14 ] |  |  |  |
|                      |                      |         |       |        |  |  |  |
| Moyenne de la saison | Moyenne de la saison | 681 000 | 3,3 % | [ 14 ] |  |  |  |

| Épisode              | Diffusion             | Diffusion            | Audience moyenne          | Audience moyenne                       | Audience moyenne         | Audience moyenne | Réf.              |
| Épisode              | Jour                  | Horaire              | Nombre de téléspectateurs | Part de marché (sur les 4 ans et plus) | Part de marché (FRDA-50) | Classement       | Réf.              |
| -------------------- | --------------------- | -------------------- | ------------------------- | -------------------------------------- | ------------------------ | ---------------- | ----------------- |
| 1                    | Jeudi 31 juillet 2025 | 21 h 10 - 22 h 05    | 2 640 000                 | 17,3 %                                 | 23,4 %                   | 1er              | [ 15 ]            |
| 2                    | Jeudi 31 juillet 2025 | 22 h 05 - 23 h 05    | 2 000 000                 | 15,8 %                                 | 20,1 %                   | 2e               | [ 15 ]            |
| 3                    | Jeudi 31 juillet 2025 | 23 h 05 - 00 h 05    | 1 420 000                 | 19 %                                   | 16,5 %                   | 1er              | [ 15 ]            |
| 4                    | Jeudi 7 août 2025     | 21 h 10 - 22 h 05    | 1 690 000                 | 11,8 %                                 | 14 %                     | 2e               | [ 16 ]            |
| 5                    | Jeudi 7 août 2025     | 22 h 05 - 23 h 00    | 1 400 000                 | 11,4 %                                 | 12,4 %                   | 2e               | [ 16 ]            |
| 6                    | Jeudi 7 août 2025     | 23 h 00 - 00 h 00    | 1 190 000                 | 15,2 %                                 | 13,2 %                   |                  | [ 16 ]            |
|                      |                       |                      |                           |                                        |                          |                  |                   |
| Moyenne de la saison | Moyenne de la saison  | Moyenne de la saison | 1 720 000                 | 15,1 %                                 | 16,6 %                   |                  | [réf. nécessaire] |

- Les plus hauts chiffres d'audience
- Les plus bas chiffres d'audience

### Accueil critique
Les critiques presse sont positives. Elle obtient la note de 3⁄5 par le journal Le Parisien, tout comme pour Télé Loisirs. La série obtient la note de 1.3⁄5 par le quotidien Télé 7 jours, mais 2.8⁄5 par Allociné.
Le magazine belge Moustique pointe un « thriller familial très classique au joli casting ». Le journaliste indique que « si la fiction française produit des séries d'excellente qualité, elle se contente souvent de sujets traités cent fois ».